# Selenistis annulella
Selenistis annulella är en fjärilsart som beskrevs av George Francis Hampson 1902. Selenistis annulella ingår i släktet Selenistis och familjen nattflyn. Inga underarter finns listade i Catalogue of Life.